# Вельдинг-Ольсен, Лейф
Лейф Вельдинг-Ольсен (норв. Leif Welding-Olsen; 15 августа 1895, Хортен, Шведско-норвежская уния – 8 апреля 1940, Ослофьорд, Норвегия) — офицер ВМС Норвегии, первый погибший норвежец во время немецкого вторжения.

## Биография
Был капитаном патрульного китобойного катера "Пол III" в Ларвике. Осенью 1939 года он был реквизирован военно-морским флотом для использования в целях защиты нейтралитета. 11 таких сторожевых катеров были размещены в Тёнсберге.
Вечером 8 апреля 1940 года обстановка была напряженной, маяки было приказано погасить, и "Pol III" был назначен ответственным за участок между Торбенскьером и Фёрдером.
Три сторожевых корабля патрулировали Ослофьорд: "Fram", "Skudd 2" и 200-тонный "Pol III". На участке между Болерном и Рауоем в густом тумане патрулировал минный тральщик "Kjæk" ("Кьек"). "Pol III" повернул в Фёрдер и снова взял курс на восток, когда лейтенант Ханс Берган со своего поста заметил два темных корабля, направлявшихся во фьорд. Он предупредил капитана Ольсена. Они подозревали, что это, должно быть, военные корабли, и поэтому сделали предупредительные выстрелы из пушек на носовой палубе. Один из кораблей остановился, а другой продолжил движение. На "Pol III" им удалось услышать немецкие голоса, после чего они отступили и в 23:07 послали в форт Рауой одну белую и две красные сигнальные ракеты, которые означали "Мимо проходят иностранные военные корабли". Телеграфист связался с Хортеном, однако сообщение также было принято на немецком корабле. Немцы включили мощный прожектор и крикнули сторожевому кораблю, чтобы он сдался. "Нет!" - крикнул Ольсен с носа корабля. После отказа, немцы открыли огонь с торпедного катера "Альбатрос". Сообщение от телеграфиста было отменено, а капитан Ольсен был ранен в обе ноги.
Экипаж "Pol III" побежал к спасательным шлюпкам, в то время как Ольсен остался на борту корабля. Говорят, что перед тем, как погрузиться в море, он сказал:
"Не обращайте внимания, ребята, мне все равно конец. Но когда вернетесь домой, передайте от меня привет".
Тот факт, что Вельдинг-Ольсен успел сообщить об угрозе, имел большое значение для того, чтобы гарнизон крепости Оскарсборг смог принять необходимые меры и подготовиться, в результате чего тяжёлый крейсер "Блюхер" был потоплен в Дрёбаке.

## Признание и память
Ольсен посмертно был награжден некоторыми наградами. 8 мая 1950 года в Хортене ему был открыт памятник.